# راي إيدي
راي إيدي (21 مايو 1912 بكولومبوس في الولايات المتحدة - 20 سبتمبر 1986) (بالإنجليزية: Ray Eddy)‏ هو مدرب كرة سلة ولاعب كرة سلة أمريكي في مركز هجوم خلفي. لعب مع Purdue Boilermakers men's basketball ‏.

## وصلات خارجية
- راي إيدي على موقع كلية كرة السلة في سبورتس رفرنس.كوم (الإنجليزية)